# 셀리눈테
셀리눈테(Selinunte)는 이탈리아 시칠리아주 남서해안에 위치한 고대 그리스 시대의 식민 도시이다. 고대 그리스 시대에는 셀리노스(고대 그리스어: Σελινοῦς Selinous[*]; 라틴어: Selinūs)라고 불렸다. 세리누스 강(현재의 모디오네 강)과 코토네 강(현재는 홈이 남아있을 뿐이다)에 끼워진 장소에 위치하고 있었다. 현재의 행정 구역으로는 트라파니현 카스텔베트라노 코무네의 분리 취락인 토리스카나 디 셀리눈테와 마리네라 디 셀리눈테 사이에 있다. 유적에는 아크로폴리스를 중심으로 일부 신전이 남아 있다. 이 신전 중 사원 E(Temple E)라는 헤라 신전만 복구되어 있다. 가장 번영했던 시기는 기원전 408년 이전이며, 인구는 노예를 제외하고도 30,000 명 정도가 있었다. 세리누스는 기원전 409년에 한번 파괴된 후 재건되었으나, 기원전 250년 무렵에 버려졌다.

## 이미지 갤러리

셀리눈테 - Selinunte
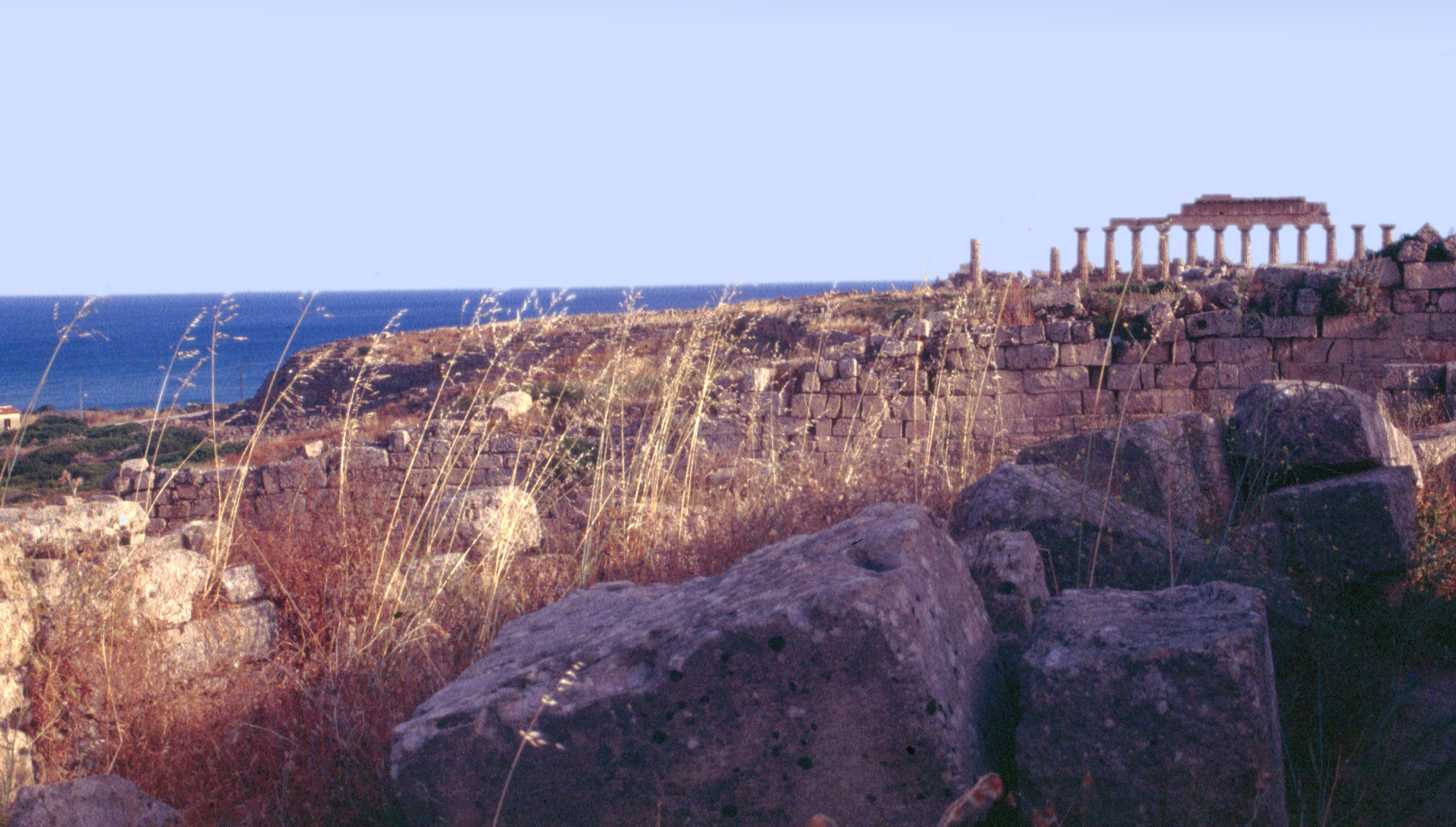
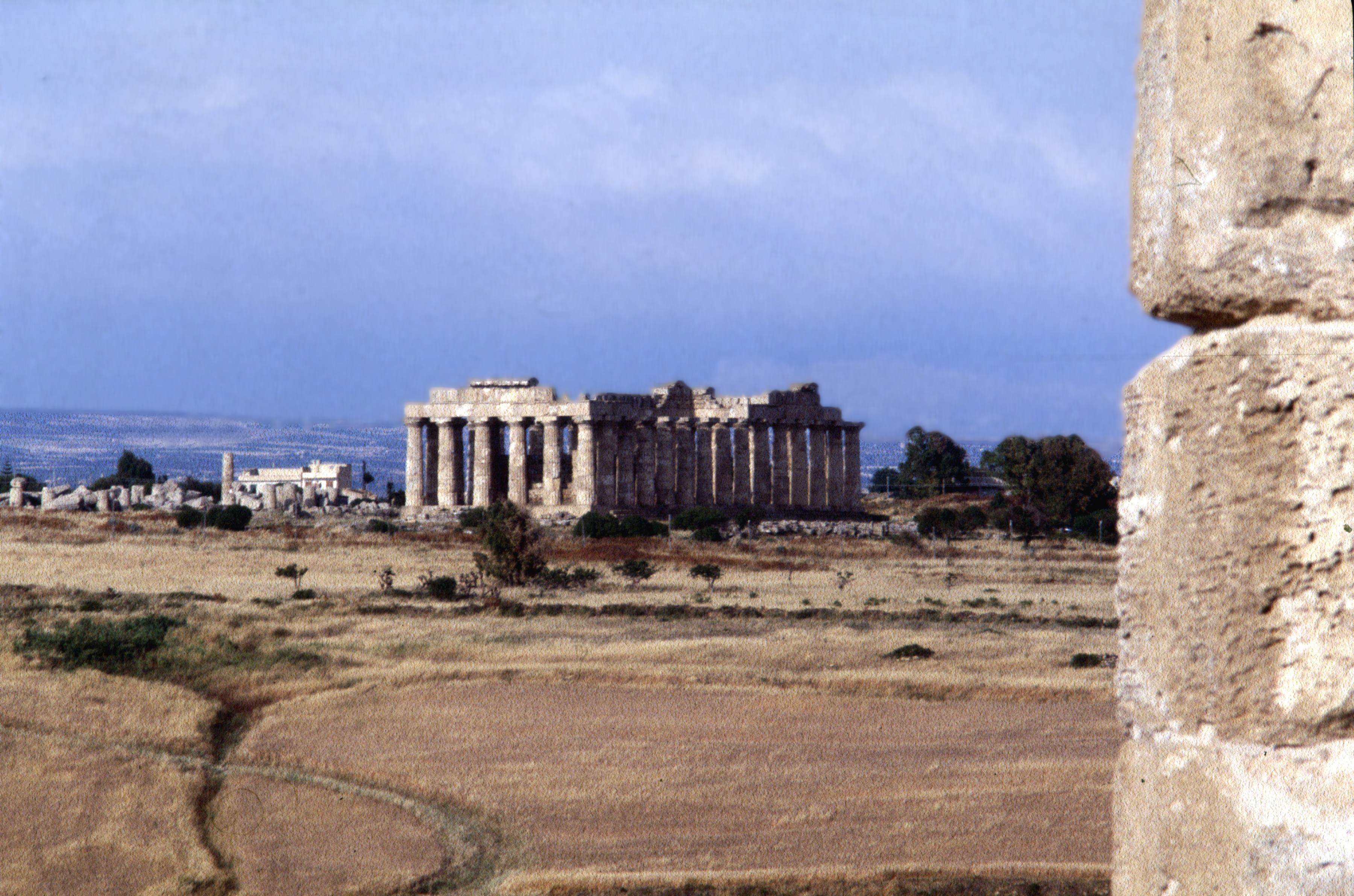
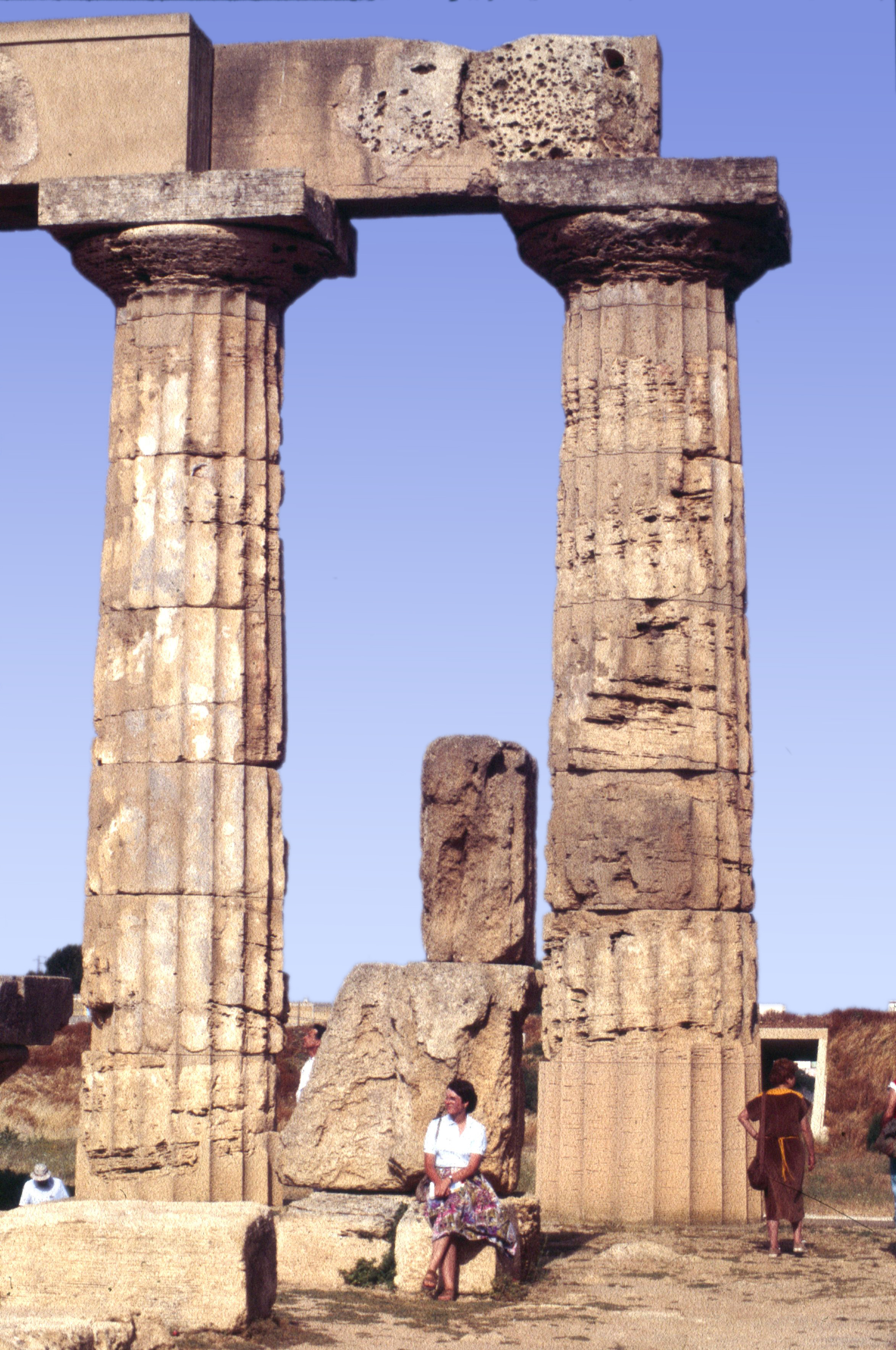
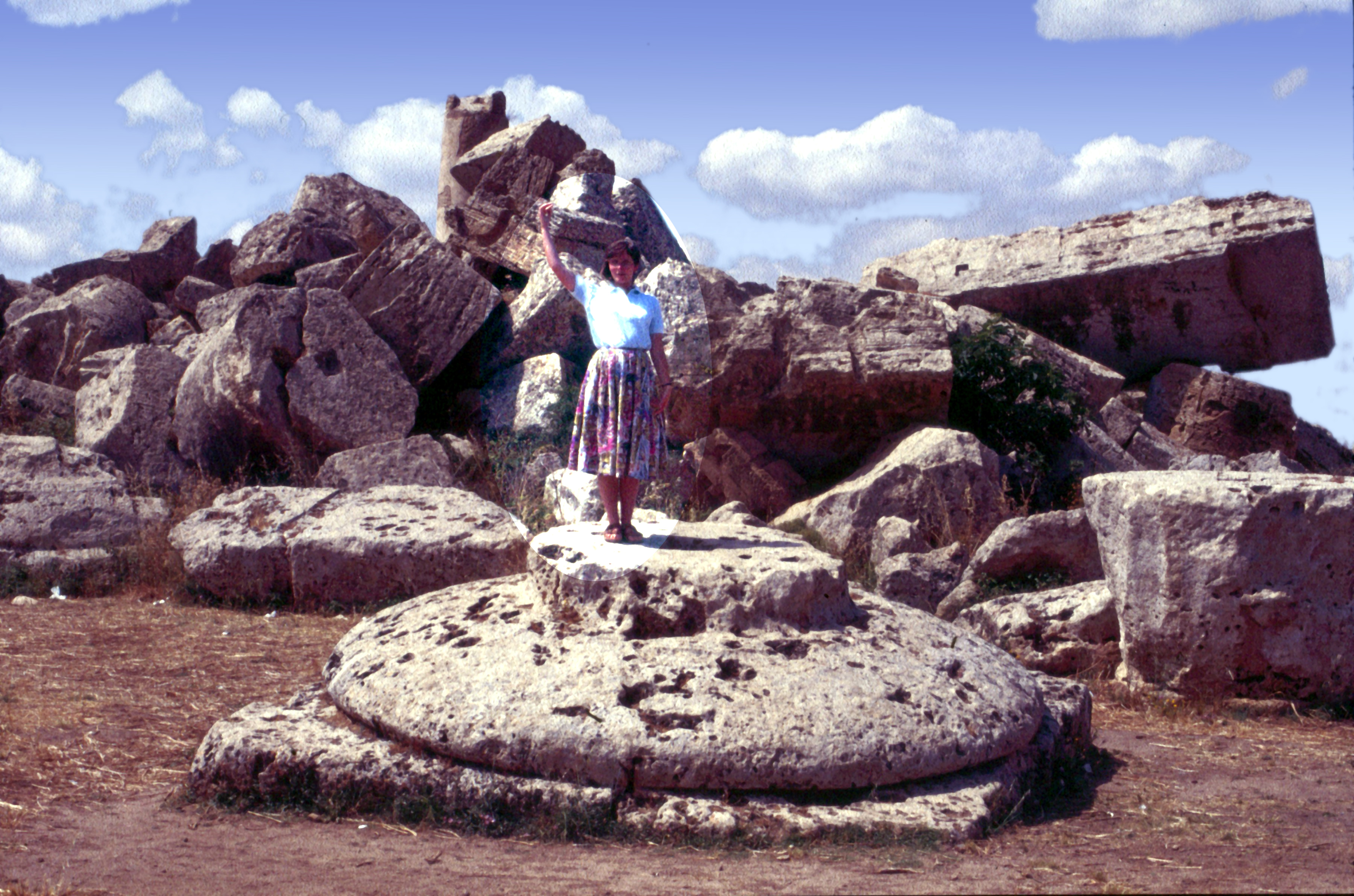
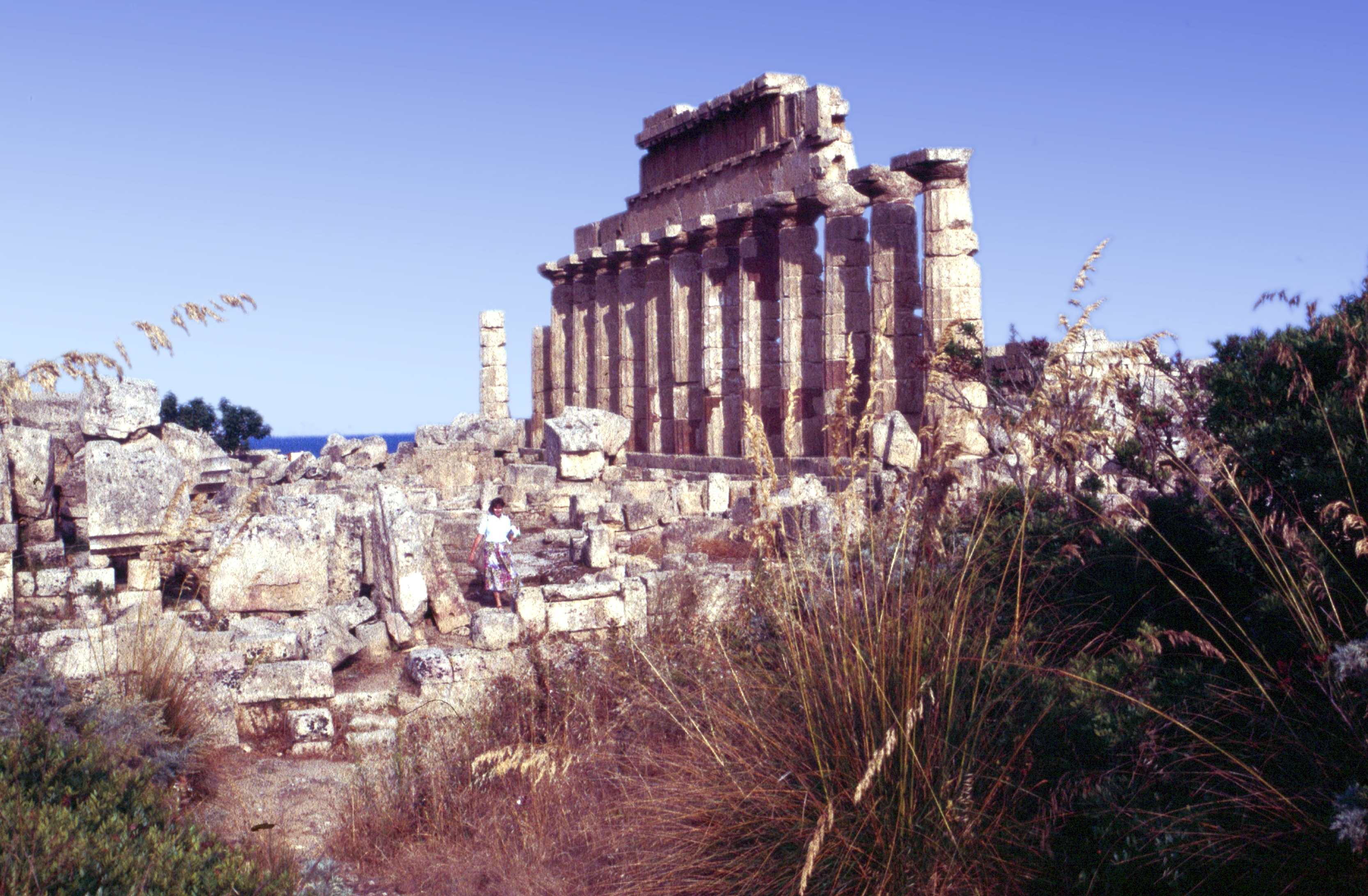